# Varallo Pombia
Varallo Pombia é uma comuna italiana da região do Piemonte, província de Novara, com cerca de 4 400 habitantes. Estende-se por uma área de 13 km², tendo uma densidade populacional de 338 hab/km². Faz fronteira com Borgo Ticino, Castelletto sopra Ticino, Divignano, Pombia, Somma Lombardo (VA).

## Demografia
| Variação demográfica do município entre 1861 e 2011                               |
|                                                                                   |
| Fonte: Istituto Nazionale di Statistica (ISTAT) - Elaboração gráfica da Wikipedia |